# Furacão Bud (2018)
O Furacão Bud  foi um ciclone tropical que atingiu a Península de Baja California e o México continental. Bud foi a segunda tempestade, o segundo furacão, e também o segundo maior furacão da temporada anual. As origens de Bud eram de algumas centenas de milhas ao sul do Golfo de Tehuantepec. Uma ampla área de clima perturbado em 5 de junho em associação com uma onda tropical que se movia para o oeste. A onda se transformou em uma depressão tropical em 9 de junho. No dia seguinte, a depressão tropical intensificou-se para a tempestade tropical Bud.
Em 10 de junho, a Bud foi atualizada para um furacão de categoria 1. Mais tarde, sua intensificação explosiva veio como um grande furacão na Escala de furacões de Saffir-Simpson. Segundo o NHC o furacão Bud causou impactos na Península da Baixa Califórnia  como categoria 1.

## História Meteorológica
Em 4 de junho, o Centro Nacional de Furacões (NHC) começou a anunciar a possibilidade de desenvolvimento tropical bem ao sul do México a partir de uma área de baixa pressão que deveria ocorrer nos dias subsequentes. Uma onda tropical avançou para o oeste através da América Central e no extremo leste do Pacífico em 5 de junho, acompanhada por uma massa desorganizada de chuvas e tempestades.